# Voo Alitalia 404
O voo Alitalia 404 (AZ404/AZA404) foi um voo internacional de passageiros programado para voar do aeroporto de Linate, em Milão, na Itália, para o aeroporto de Zurique, na Suíça, que se acidentou em 14 de novembro de 1990. O Douglas DC-9-32, operado pela Alitalia, colidiu com as florestas de Weiach enquanto se aproximava para pouso no Aeroporto de Zurique, matando todas as 46 pessoas a bordo.
Uma investigação suíça concluiu que o acidente foi causado por um curto-circuito, que levou à falha do receptor de navegação (NAV) da aeronave. A avaria passou despercebida pela tripulação, que provavelmente acreditava estar na trajetória correta até que se acidentaram. Autoridades suíças também culparam um gerenciamento de equipe inadequado na cabine de comando quando o comandante impediu a tentativa do primeiro oficial de iniciar uma arremetida, juntamente com a ausência de iluminação na Montanha de Stadlerberg e um problema conhecido com erros na leitura do altímetro da aeronave. 
O relatório final do Departamento Federal de Energia e Transportes da Suíça solicitou várias alterações importantes e fez recomendações adicionais.

## O acidente
Durante a aproximação para pouso na pista 14 do Aeroporto Internacional de Zurique, o indicador do sistema de pouso por instrumentos (ILS) do comandante mostrou valores incorretos devido a um receptor com defeito. Ele indicou falsamente que a aeronave estava cerca de 1.000 pés mais alta do que realmente estava, o que também impediu o sistema de alerta de proximidade ao solo (GPWS) de entender a situação e soar um alerta. O receptor ILS do co-piloto estava funcionando corretamente e indicava a aproximação perigosamente baixa. Sem examinar detalhadamente qual valor estava correto, o comandante decidiu ignorar o segundo dispositivo, impedindo uma manobra de arremetida iniciada pelo co-piloto. Pouco depois, às 20:11 CET, o avião atingiu a Montanha de Stadlerberg a 1.660 pés, matando todos os 40 passageiros e seis tripulantes.
O primeiro impacto da aeronave foi com árvores do lado direito da aeronave, fazendo com que várias partes essenciais do lado direito da aeronave se desprendessem, como os flaps e a ponta da asa direita. Como resultado, a aeronave produziu uma força de sustentação assimétrica e começou uma rolagem para a direita, finalmente batendo na montanha em uma posição quase invertida.
Bombeiros e policiais foram imediatamente enviados ao local do acidente, mas o incêndio foi tão intenso que demorou um dia inteiro para ser apagado. Testemunhas afirmaram que "o avião estava queimando como um vulcão". O aeroporto de Linate montou imediatamente um centro de crise para atender os parentes das vítimas a bordo do voo.

## A aeronave

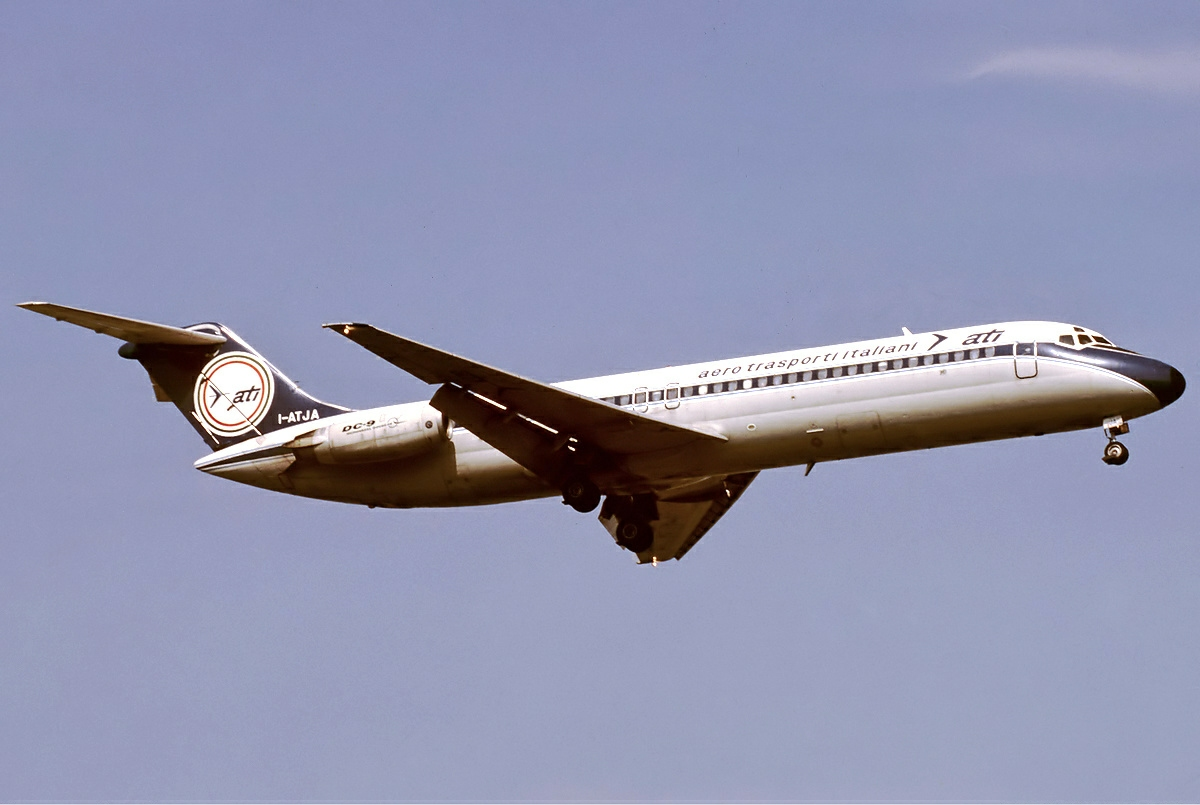
O Douglas DC-9 I-ATJA, enquanto ainda era operado pela Aero Trasporti Italiani

A aeronave envolvida no acidente era um Douglas DC-9-32, construído em 1974, com o número de série 47641 e matrícula I-ATJA. A aeronave foi entregue pela primeira vez à Aero Trasporti Italiani, uma subsidiária da Alitalia, e foi transferida para a Alitalia em outubro de 1988. Segundo os investigadores, a aeronave havia acumulado mais de 43.400 ciclos e também foi informado que ela havia sido inspecionada 10 dias antes do acidente.

## Os passageiros e tripulantes
A aeronave transportava 40 passageiros e 6 tripulantes. A tripulação era composta por dois pilotos e quatro comissários de bordo, todos cidadãos italianos. Dois oficiais japoneses da Oki Electric Industry também estavam a bordo e muitos outros passageiros eram trabalhadores que voltavam para casa após trabalharem na área industrial de Milão. Entre os passageiros a bordo estava o ator italiano Roberto Mariano.
| Nacionalidade  | Passageiros | Tripulantes | Total |
| -------------- | ----------- | ----------- | ----- |
| Itália         | 6           | 6           | 12    |
| Japão          | 2           | -           | 2     |
| Estados Unidos | 6           | -           | 6     |
| Suíça          | 26          | -           | 26    |
| Total          | 40          | 6           | 46    |

O comandante era Raffaele Liberti, 47 anos, um veterano da Alitalia com um tempo total de voo de mais de 10.000 horas. O co-piloto (que controlava a aeronave no momento do acidente) era Massimo De Fraia, 28 anos, que tinha menos experiência no avião.

## A investigação
Investigadores suíços foram informados sobre o acidente uma hora após o ocorrido. A investigação envolveu pelo menos 80 investigadores suíços. Além disso, o ministro do Interior italiano, Vincenzo Scotti, enviou uma equipe de investigadores ao local do acidente, junto com investigadores do NTSB e da FAA. O Gravador de Dados de Voo (FDR) e o Gravador de Voz da Cabine (CVR) foram recuperados do local do acidente.
Nas primeiras horas após o acidente, várias testemunhas afirmaram que a aeronave estava pegando fogo antes de atingir a Montanha de Stadlerberg, enquanto outras afirmaram que a aeronave explodiu antes de atingir o terreno. Josef Meier, porta-voz das autoridades suíças de controle de tráfego aéreo, afirmou em entrevista coletiva que todas as causas possíveis, incluindo o terrorismo, estavam sendo avaliadas pelos investigadores.
A mídia italiana noticiou que a montanha estava coberta de nuvens e que havia chuvas fortes na área, enquanto investigadores suíços afirmaram que a visibilidade era boa durante o acidente com pancadas de chuva leves ocorridas no aeroporto.
Em 16 de novembro, um oficial da equipe de investigação suíça afirmou que a aeronave estava voando a uma altitude mais baixa do que deveria: "O avião estava 300 metros (990 pés) mais baixo em sua aproximação e estava ligeiramente fora do curso. [O comandante] não estava seguindo os sinais do radiofarol." O comunicado não disse por que o avião estava tão baixo.

### Decisão fatal
O primeiro oficial iniciou uma arremetida mas o comandante o impediu. Os investigadores que trabalharam com a McDonnell Douglas concluíram que, se o comandante não tivesse interrompido a arremetida, o desastre teria sido evitado. Os investigadores acreditam que o motivo da má decisão foi o comandante estar completamente insatisfeito com o desempenho do primeiro oficial durante o voo. Como resultado, o comandante mostrou falta de confiança em seu co-piloto.

### A Montanha de Stadlerberg
Como a Montanha de Stadlerberg fica relativamente longe da pista, de acordo com os padrões da Organização de Aviação Civil Internacional (ICAO), a iluminação do obstáculo não era necessária. A montanha de 2,090 ft (640 m) não era visível durante a noite, o que poderia colocar em risco os voos. Esta questão era discutida entre a Swissair, as autoridades aeroportuárias suíças e o Escritório Federal Suíço de Aviação Civil (FOCA) desde 1976. A análise do gravador de voz da cabine não deu nenhuma indicação de que a tripulação estava procurando a montanha coberta de nuvens durante a arremetida.

### Falha do receptor NAV
As gravações das caixas pretas mostraram que o instrumento de navegação, o ADI/HSI, aparentemente havia capturado o glideslope. No momento em que o glideslope foi capturado, a aeronave estava voando cerca de 1.300 pés abaixo da rampa de descida ideal. Examinando o receptor com um microscópio, a investigação revelou que, durante o impacto, o indicador de trajetória de planeio foi posicionado logo acima da posição central "em planeio", o que significa que a trajetória de planeio foi capturada. Os investigadores também revelaram que todos os instrumentos de navegação estavam seguindo a rampa de descida, embora a aeronave estivesse voando abaixo da rampa de descida ideal. Na época, os investigadores não encontraram nenhum defeito no instrumento.
O exame detalhado do NAV mostrou que o modo NAV, durante sua operação em voo, pode levar a uma indicação completamente falsa de LOC (alinhamento horizontal) ou GS (alinhamento vertical). Uma pequena bandeira vermelha deveria ter aparecido no instrumento quando o erro ocorreu, mas isso não aconteceu. A McDonnell Douglas forneceu aos investigadores uma carta, que havia enviado seis anos antes (em 24 de agosto de 1984) a todos os operadores de aeronaves DC-8, DC-9, C-9 e MD-80 equipadas com o receptor NAV defeituoso, que descrevia a falha do equipamento NAV. A McDonnell Douglas havia realizado um seminário sobre o NAV defeituoso em 1985 em Long Beach, Califórnia, e a Alitalia enviou três pilotos para lá. No entanto, a mensagem tanto da carta quanto do seminário não foi transmitida às equipes operacionais da Alitalia. Eles, incluindo a tripulação do voo 404, desconheciam a possível falsa indicação.

#### Causa da falha do receptor NAV
De acordo com a McDonnell Douglas, um curto-circuito ou circuito aberto em certos modelos de receptores de navegação por rádio (VOR/ILS) pode fazer com que os instrumentos de navegação indiquem "desvio zero". Assim, as informações de desvio no indicador de direção de atitude e o indicador de situação horizontal poderiam centralizar e permanecer centralizados sem falha ou bandeira de advertência à vista.
Ele não só falhou em avisar os pilotos sobre o problema, mas este circuito aberto também impediu o piloto automático e o sistema de alerta de proximidade ao solo (GPWS) de receber o curso adequado e sinais de desvio da rampa de descida, resultando em nenhum aviso do instrumento sobre o perigo iminente. O piloto automático continuou a guiar a aeronave de acordo com as informações da tripulação previamente estabelecidas e o GPWS não soou um alarme, pois a tripulação acreditou que estava na rampa de descida correta, enquanto na realidade não estava.
Como uma verificação cruzada do sistema, o comandante e o primeiro oficial normalmente usariam dois receptores VOR/LOC separados para informações de navegação. No entanto, devido à ausência de uma bandeira de advertência, o comandante e o primeiro oficial acreditaram que estavam na trajetória correta e, posteriormente, usaram a função de comutação NAV para selecionar o receptor VOR/LOC com defeito em ambos os painéis.

### Leitura incorreta do altímetro

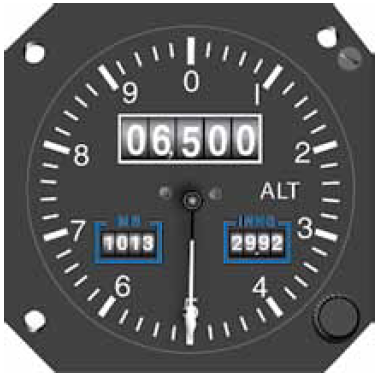
Esquema de um altímetro de aeronave do tipo tambor, mostrando as pequenas janelas de Kollsman na parte inferior esquerda e inferior direita da face.

A aeronave estava equipada com um altímetro mais antigo do tipo "ponteiro de tambor". Este tipo de altímetro tem várias desvantagens, como, por exemplo, em certas posições do ponteiro, as agulhas obscurecem parcialmente a leitura, resultando na incapacidade de determinar a altitude com precisão.
A Força Aérea dos Estados Unidos havia notado esse projeto de altímetro como problemático em vários relatórios de treinamento e segurança.
No ano anterior, ocorreram vários acidentes causados por má leitura de altímetro. Uma pesquisa da NASA mostrou que, a partir de uma pesquisa com 169 pilotos dos EUA, 137 pilotos disseram que já haviam interpretado incorretamente um altímetro pelo menos uma vez, 134 pilotos observaram outro piloto interpretando incorretamente um altímetro, 85% dos pilotos explicaram que notaram que a leitura incorreta ocorreu mais de uma vez na cabine durante o trabalho, e a maior parte da leitura incorreta ocorreu durante a fase de aproximação para pouso.
A pesquisa, então, concluiu várias coisas, com base nos comentários dos pilotos:
- "Este altímetro exige mais concentração do que o necessário para uma leitura precisa."
- "A pequena janela do tambor é uma complicação no instrumento e [é] muito pequena, muitas vezes exigindo uma 'dupla olhada' e desviando a atenção da agulha."
- "Erros de leitura sempre ocorrem em uma altitude mais baixa quando os pilotos dividem a atenção entre outras atividades."
- "As situações mais estressantes produziram mais interpretações erradas."
- "Uma rápida olhada após [estar distraído] pode induzir uma leitura de 1.000 pés defasada se o tambor estiver a meio caminho entre os valores de milhares."

Os investigadores afirmaram que a tripulação do voo 404 pode ter interpretado mal o altímetro. É plausível que o comandante tenha interpretado mal o altímetro, acreditando que a altura do marcador externo de 2.650 pés tivesse sido ultrapassada apenas por uma pequena quantidade. Ele então interveio na ordem do co-piloto de arremeter, pois ele pensou que poderia atingir a a rampa de descida correta em um curto espaço de tempo com uma razão de descida reduzida.

## Consequências
Revendo a cadeia de eventos, o comitê de investigação fez várias recomendações a fim de evitar cenários semelhantes. Regras aprimoradas para comunicação entre comandante e co-piloto durante o pouso foram implementadas e possibilidades de leitura incorreta dos altímetros de voo foram apontadas para os pilotos. Mais importante ainda, as novas regras proíbem abortar uma arremetida depois de iniciada, independentemente do posto e da função do membro da tripulação que iniciou a arremetida. A revisão adequada das decisões e comunicações claras fazem parte do gerenciamento de recursos da tripulação.
Várias mudanças importantes foram feitas após o acidente, como:
- A Alitalia adicionou o problema de falha do receptor NAV ao seu treinamento e também acrescentou as ações que a tripulação deve tomar caso isso aconteça.
- Autoridades de aviação suíças adicionaram luzes à Montanha de Stadlerberg.
- A McDonnell Douglas revisou seu manual de treinamento para adicionar informações sobre a possibilidade de falha do NAV.[6]

Além disso, várias recomendações foram feitas, tais como:
- O equipamento NAV sem monitoramento do sinal de saída não deve mais ser usado.
- O altímetro de ponteiro de bateria não deve mais ser usado. As autoridades solicitaram que esta recomendação fosse implementada com efeito imediato.
- O GPWS deve operar mesmo no caso de falha do NAV.

A Alitalia continua a usar o voo 404, mas agora na rota Roma-Frankfurt, operada com a série Airbus A320.

## Reconstituição
Um episódio da série canadense Mayday reconstituiu este desastre aéreo. O episódio é intitulado "Deadly Inclination" ("Inclinação Mortal" no Brasil).